# Petre Msjvenieradze
Petre Msjvenieradze (Georgisch: პეტრე მშვენიერაძე; Russisch: Пётр Яковлевич Мшвениерадзе, Pjotr Jakovlevitsj Msjveniejeradze) (Tbilisi, 24 maart 1929 - Moskou, 3 juni 2003) was een waterpolospeler van de Sovjet-Unie.
Petre Msjvenieradze nam als waterpoloër driemaal deel aan de Olympische Spelen: in 1952, 1956 en 1960. Tijdens de finaleronde van het toernooi van 1956 nam hij deel aan de bloed-in-het-waterwedstrijd. Hij veroverde met het Sovjetteam een zilveren en een bronzen medaille.
Boris Gojchman · 
Anatoli Jegorov ·
Lev Kokorin · 
Aleksandr Liferenko · 
Petre Msjvenieradze · 
Vitali Oesjakov ·
Valentin Prokopov · 
Jevgeni Semjonov · 
Joeri Sjljapin · 
Joeri Teplov
Viktor Agejev · 
Pjotr Breus · 
Nodar Gvacharia · 
Boris Gojchman · 
Vjatsjeslav Koerennoj · 
Boris Markarov · 
Petre Msjvenieradze · 
Valentin Prokopov · 
Michail Ryzjak · 
Joeri Sjljapin
Viktor Agejev · 
Givi Tsjikvanaia · 
Leri Gogoladze · 
Boris Gojchman · 
Joeri Grigorovski · 
Anatoli Kartasjov · 
Vjatsjeslav Koerennoj · 
Petre Msjvenieradze · 
Vladimir Novikov · 
Jevgeni Saltsyn · 
Vladimir Semjonov